# Nghệ thuật ẩm thực

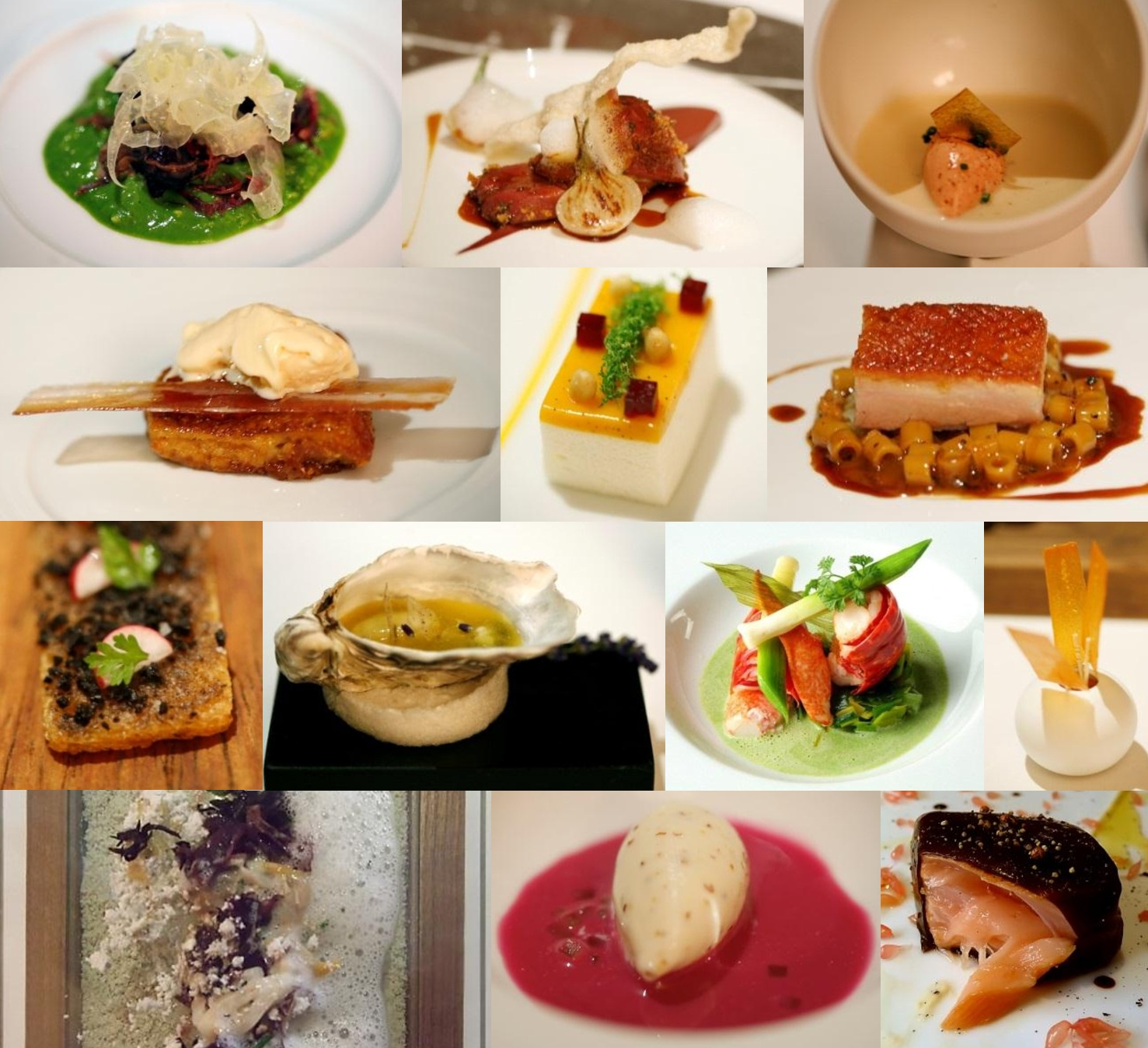
Hình ảnh các món ăn được chế biến bởi các nhà hàng đạt sao Michelin.

Nghệ thuật ẩm thực (tiếng Anh: culinary arts) là nghệ thuật chế biến, nấu nướng và trình bày các nguyên liệu thực phẩm, thường dưới dạng các bữa ăn được phục vụ.
Những người làm việc trong lĩnh vực này – đặc biệt là trong các cơ sở như nhà hàng – thường được gọi là đầu bếp hoặc người đứng bếp chính, mặc dù, ở mức độ chung nhất, các thuật ngữ nghệ nhân ẩm thực và đầu bếp cũng được sử dụng. Phong cách ăn uống (nghệ thuật ăn uống) đôi khi được gọi là nghệ thuật ẩm thực.
Các đầu bếp chuyên nghiệp chịu trách nhiệm chế biến các bữa ăn vừa đẹp mắt vừa ngon miệng. Điều này thường đòi hỏi sự hiểu biết về khoa học thực phẩm, dinh dưỡng và chế độ ăn. Các cửa hàng chuyên bán đặc sản (món ăn ngon) hoặc những địa điểm quy mô tương đối lớn như khách sạn và bệnh viện được xếp hạng là nơi làm việc chính của các đầu bếp nếu tính sau nhà hàng.

## Lịch sử
Nguồn gốc của nghệ thuật ẩm thực bắt đầu từ con người nguyên thủy khoảng 2 triệu năm trước. Có nhiều lý thuyết khác nhau về cách con người thời kỳ đầu sử dụng lửa để làm chín thịt động vật.
Theo nhà nhân chủng học Richard Wrangham, tác giả cuốn Đánh lửa: Cách nấu nướng đã tạo nên con người chúng ta, loài người nguyên thủy chỉ đơn giản là ném một miếng thịt sống vào ngọn lửa và nhìn nó cháy xèo xèo. Một giả thuyết khác cho rằng con người có thể đã nếm thử thịt nướng lần đầu tiên một cách tình cờ khi thịt của một con thú bị giết trong một vụ cháy rừng được phát hiện là ngon miệng hơn và dễ nhai và tiêu hóa hơn thịt sống thông thường.
Cách thức làm chín thực phẩm được cải thiện nhờ sự ra đời của đồ đất nung và đồ đá, việc thuần hóa vật nuôi và những tiến bộ trong nông nghiệp. Trong các nền văn minh sơ khai, chủ nhân chính của các đầu bếp chuyên nghiệp là nhà vua, quý tộc hoặc linh mục. Sự phân chia giữa đầu bếp chuyên nấu ăn cho tầng lớp giàu có và nông dân thì nấu ăn cho gia đình của họ đã tạo nên sự phát triển của nhiều nền ẩm thực.
Phần lớn hoạt động nghiên cứu nghệ thuật ẩm thực ở châu Âu được tổ chức bởi Jean Anthelme Brillat-Savarin, một người nổi tiếng với câu nói "Hãy cho tôi biết bạn ăn gì, tôi sẽ cho bạn biết bạn là ai", câu nói này sau đó đã bị dịch sai và đơn giản hóa thành "Bạn là những gì bạn ăn". Những người khác đã giúp phân tích các phần khác nhau của khoa học thực phẩm và ngành khoa học về ẩm thực (Gastronomy). Theo thời gian, những nghiên cứu ngày càng sâu hơn và chi tiết hơn về thực phẩm và nghệ thuật ẩm thực đã mang lại lượng kiến thức dồi dào hơn.
Tại châu Á, một cách thức tương tự đã dẫn đến một nghiên cứu riêng về nghệ thuật ẩm thực, sau này về cơ bản đã hợp nhất với nghệ thuật ẩm thực của phương Tây. Trong thị trường quốc tế hiện đại, không còn sự phân chia rõ rệt giữa thực phẩm của phương Tây và phương Đông. Nói chung, sinh viên nghệ thuật ẩm thực ngày nay được làm quen với các món ăn khác nhau của nhiều nền văn hóa khác nhau trên khắp thế giới.
Nghệ thuật ẩm thực trong thế giới phương Tây, với tư cách là một nghề thủ công và sau đó là một lĩnh vực nghiên cứu, bắt đầu phát triển vào cuối thời kỳ Phục hưng. Trước đó, các đầu bếp làm việc trong các lâu đài, nấu ăn cho các vị vua và hoàng hậu cũng như gia đình, khách và những người làm việc khác trong lâu đài. Khi chế độ quân chủ dần bị loại bỏ như một phương thức, các đầu bếp đã đem tay nghề nấu ăn của mình tới các quán trọ và khách sạn. Từ đây, nghề thủ công đã phát triển thành một lĩnh vực nghiên cứu.
Trước khi có các cơ sở dạy nấu ăn, đầu bếp chuyên nghiệp là người chỉ dạy cho từng học trò được họ hướng dẫn. Năm 1879, trường dạy nấu ăn đầu tiên được thành lập tại Hoa Kỳ: Trường dạy nấu ăn Boston (Boston Cooking School). Ngôi trường này đã tiêu chuẩn hóa các phương pháp và công thức nấu ăn, đồng thời đặt nền móng cho các trường nghệ thuật ẩm thực sau này.

## Dụng cụ và kỹ thuật

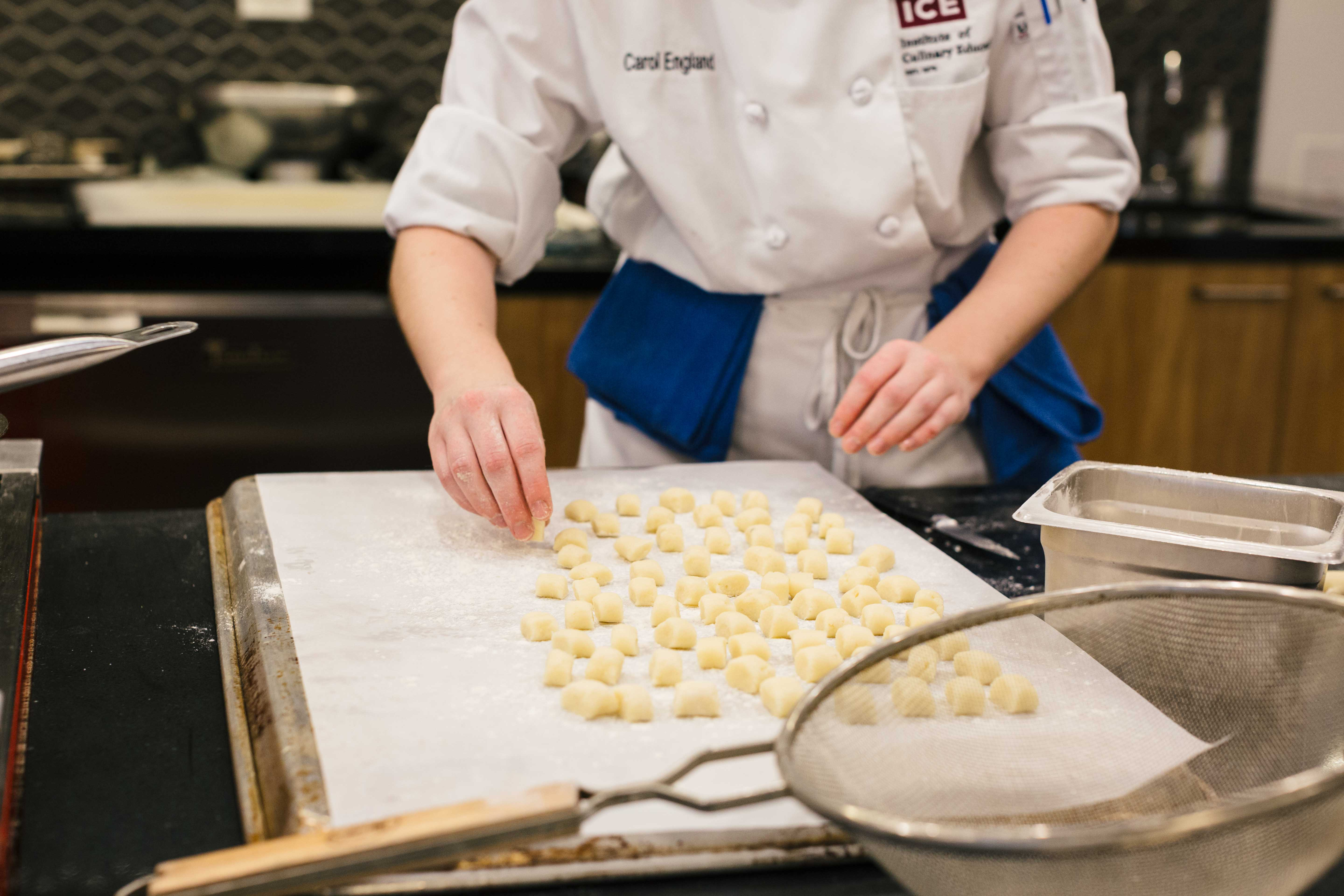
Một đầu bếp đang chuẩn bị nguyên liệu trên khay nướng kim loại phủ giấy nến (parchment paper).

Một phần không thể thiếu của nghệ thuật ẩm thực là các dụng cụ, được gọi là đồ dùng nấu ăn hoặc nhà bếp, được cả đầu bếp chuyên nghiệp và người nấu ăn tại nhà sử dụng.
Những đầu bếp chuyên nghiệp trong lĩnh vực ẩm thực thường gọi những dụng cụ này bằng thuật ngữ tiếng Pháp là "batterie de cuisine".:472–476 Battery de Cuisine là một loạt các dụng cụ và chảo được sử dụng trong nhà bếp chuyên nghiệp, bao gồm dao, chảo rán, đồ nướng và bộ dụng cụ nhà bếp đầy đủ cần thiết để nấu ăn và làm món tráng miệng, bánh ngọt và bánh kẹo. Không bao gồm bất kỳ thiết bị cố định nào như bếp nấu, thiết bị làm lạnh, v.v.
Những dụng cụ này khác nhau về vật liệu và cách sử dụng. Dụng cụ nấu ăn được làm từ bất cứ thứ gì từ gỗ, thủy tinh và nhiều loại kim loại khác nhau, cho đến các vật liệu silicon và nhựa mới hơn có thể thấy trong nhiều nhà bếp ngày nay.
Trong lĩnh vực nghệ thuật ẩm thực, có rất nhiều kỹ thuật nấu ăn khác nhau bắt nguồn từ các nền văn hóa khác nhau và tiếp tục phát triển theo thời gian vì những kỹ thuật này được chia sẻ giữa các nền văn hóa và sự tiến bộ của công nghệ mới. Các kỹ thuật nấu ăn khác nhau đòi hỏi phải sử dụng một số công cụ, thực phẩm và nguồn nhiệt nhất định để tạo ra kết quả mong muốn cụ thể. Căn bếp chuyên nghiệp có thể sử dụng một số kỹ thuật nhất định mà người nấu ăn tại nhà có thể không dùng đến, chẳng hạn như sử dụng bếp nướng chuyên nghiệp đắt tiền.:458–462

## Hình ảnh

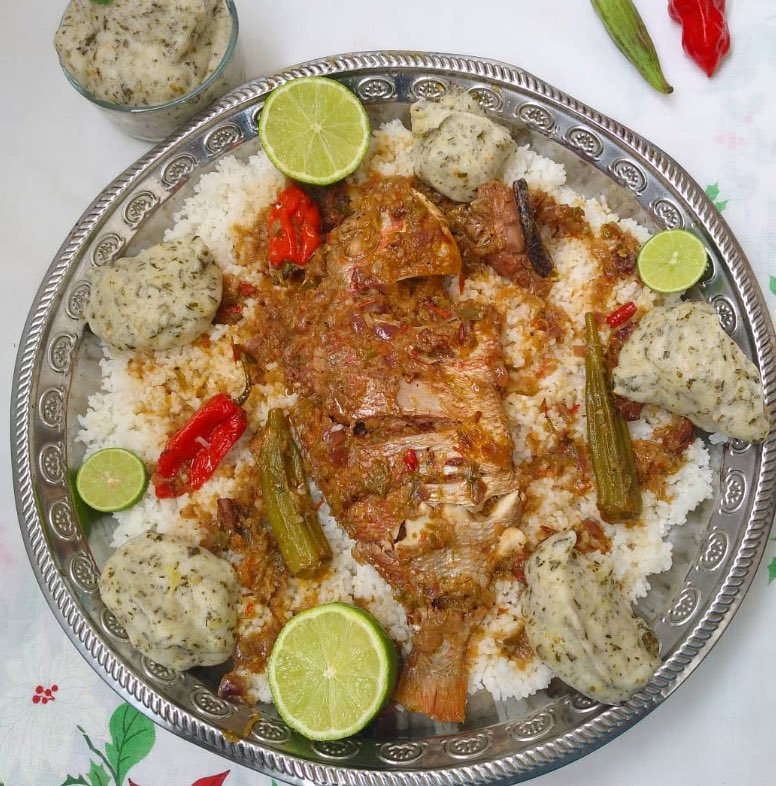
Caldou với cá, một đặc sản ẩm thực của Senegal.
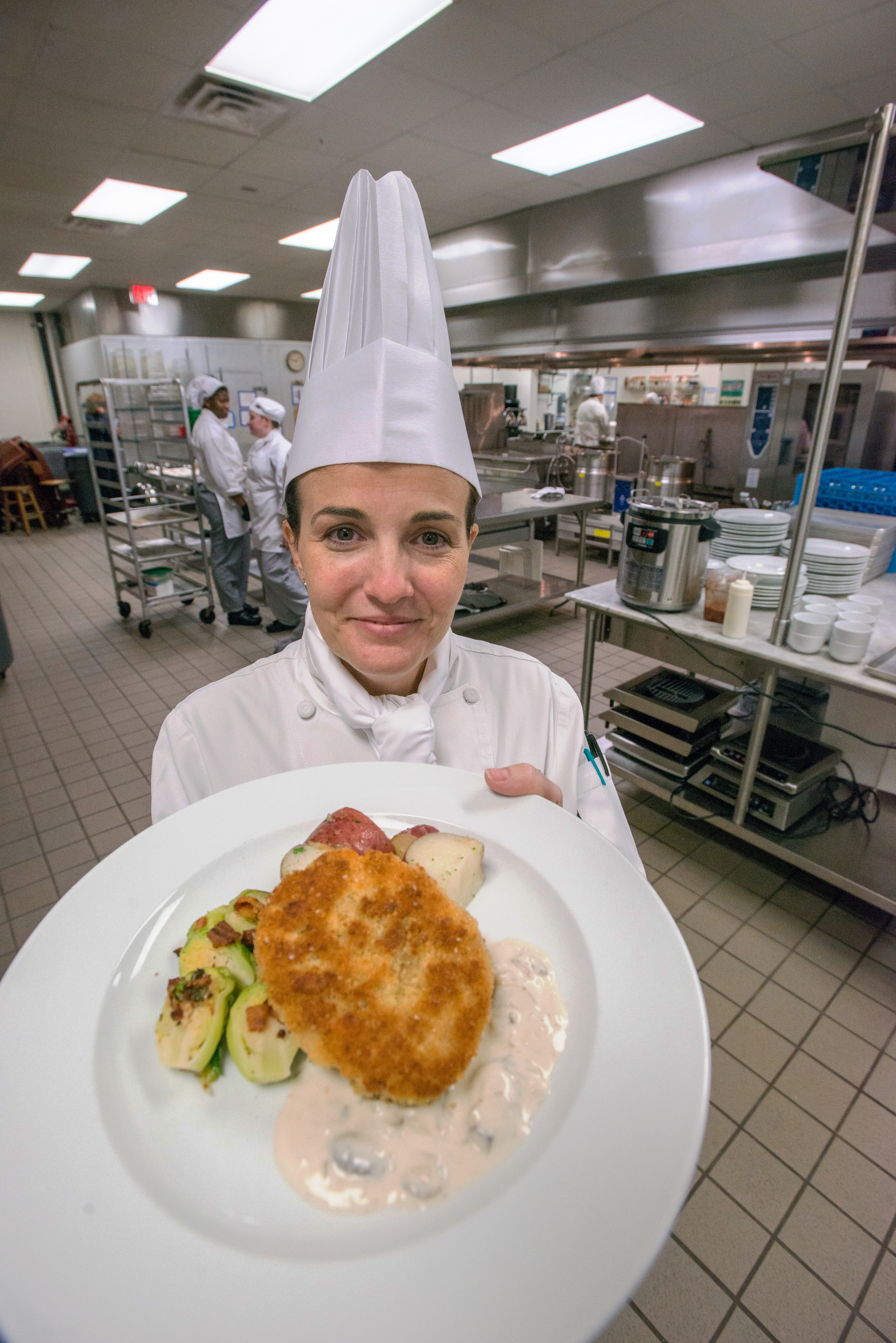
Giám đốc Chương trình Nghệ thuật ẩm thực của Cao đẳng Kỹ thuật Gwinnett, Kerri Crean, đang bưng trên tay một trong những món ăn chính trong phòng bếp tại Lawrenceville, Georgia, 2015.
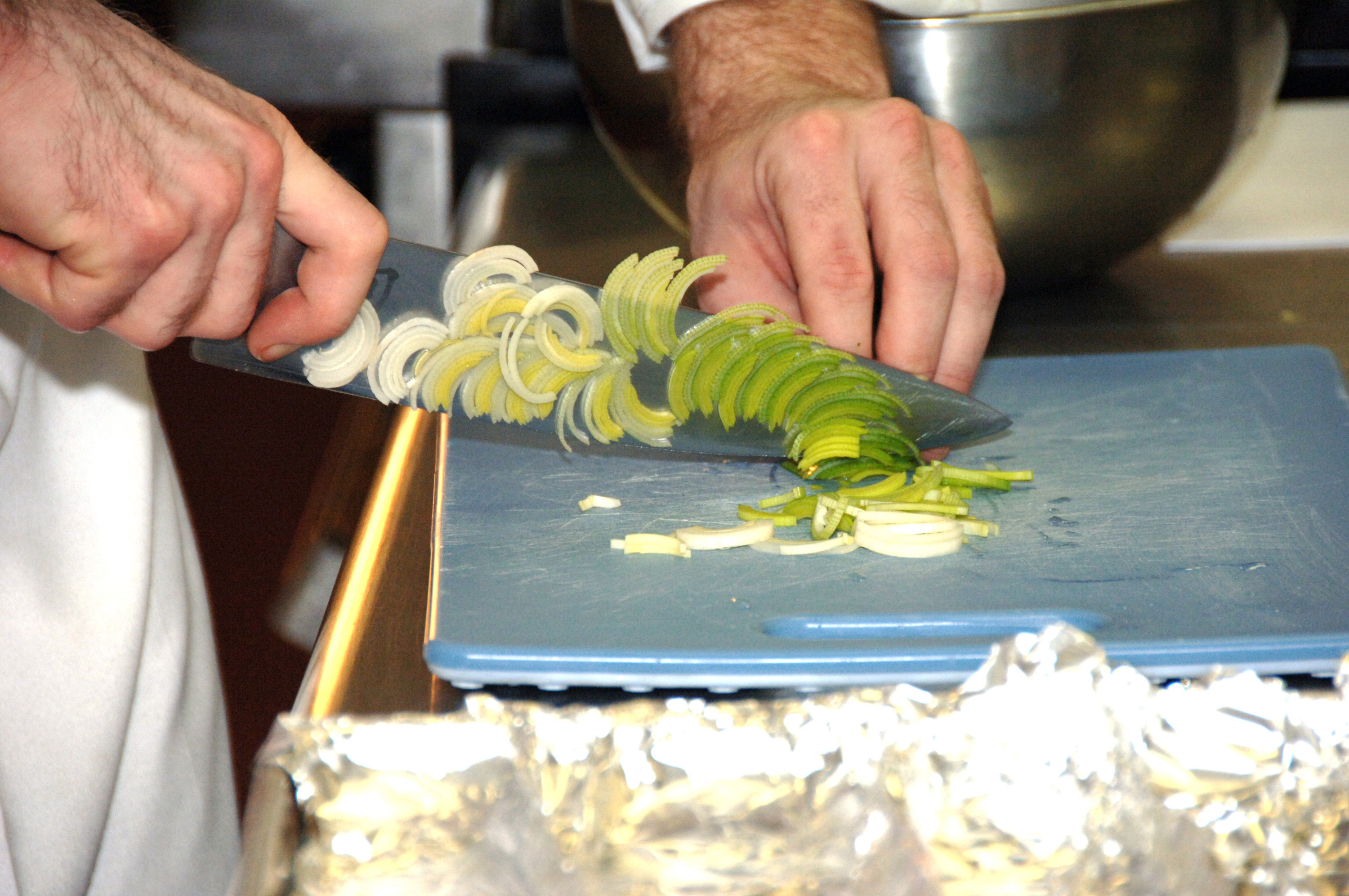
Edward Fuchs (Fooks), chuyên gia dịch vụ thực phẩm của lực lượng bảo vệ bờ biển đang thái cần tây cho món khai vị trong cuộc thi Junior Masters tại Cuộc thi nghệ thuật ẩm thực thường niên lần thứ 32 của Quân đội Hoa Kỳ tại Fort Lee, Va., ngày 6 tháng 3 năm 2007.
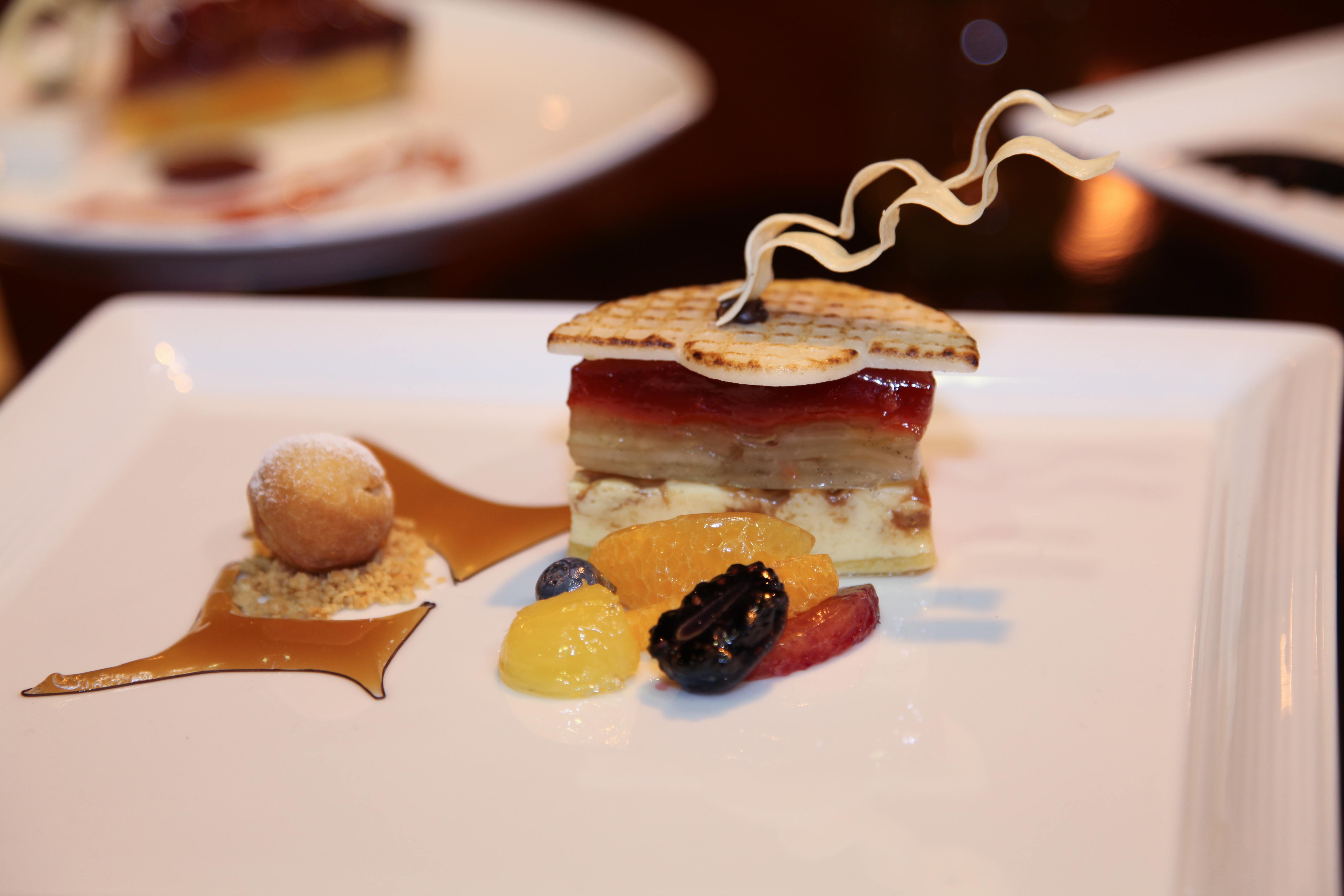
Món bánh tart pudding với bột báng, rau đại hoàng chần với rượu vang đỏ và kem mascarpone mận được trưng bày tại Cuộc thi Nghệ thuật Ẩm thực lần thứ 36 tại Fort Lee, Va., ngày 3 tháng 3 năm 2011. Món ăn này đã nhận được huy chương bạc ở hạng mục trình bày thực phẩm lạnh.
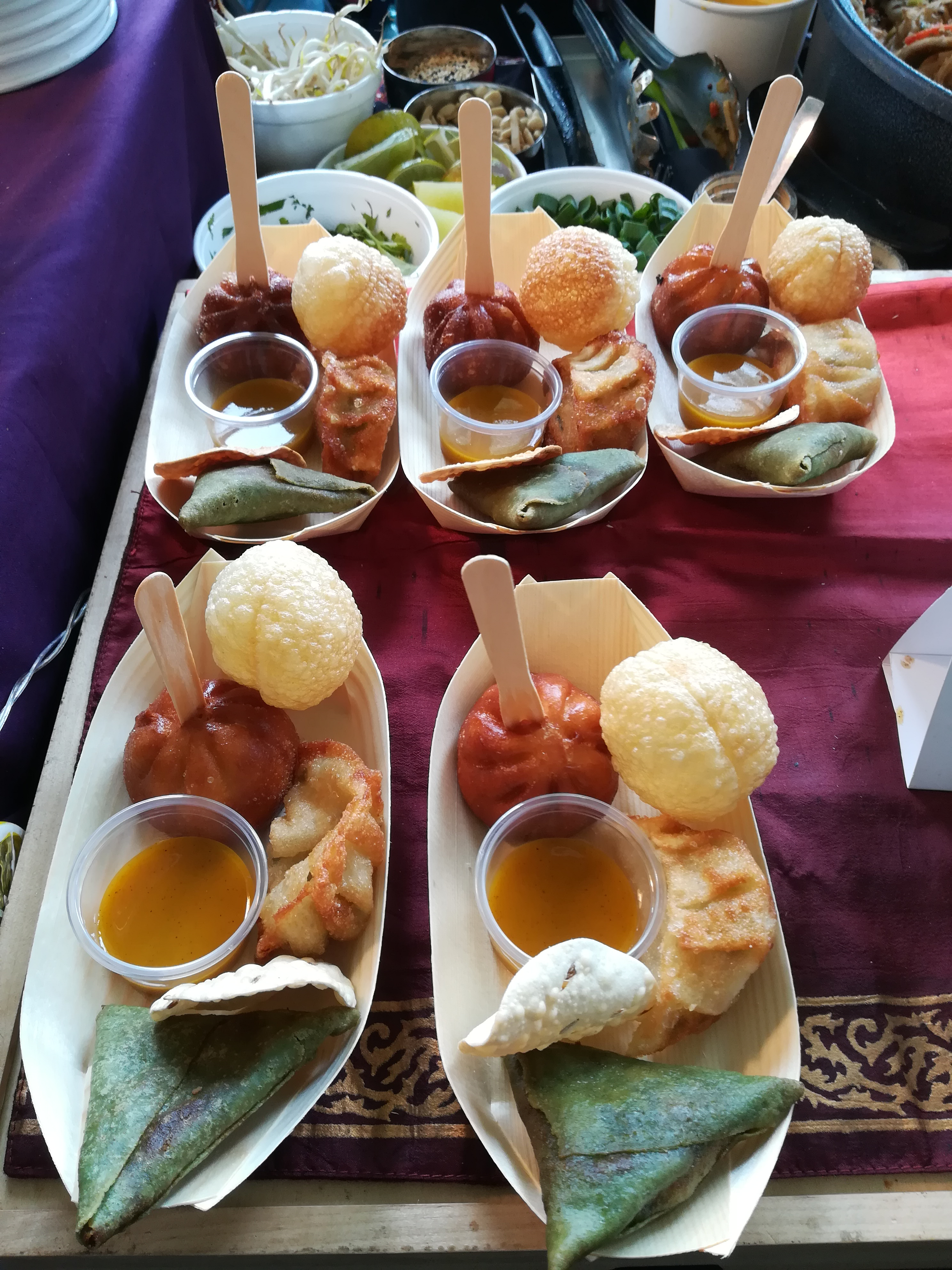
Lễ hội ẩm thực chay ở Poznań Arena, Ba Lan năm 2019.
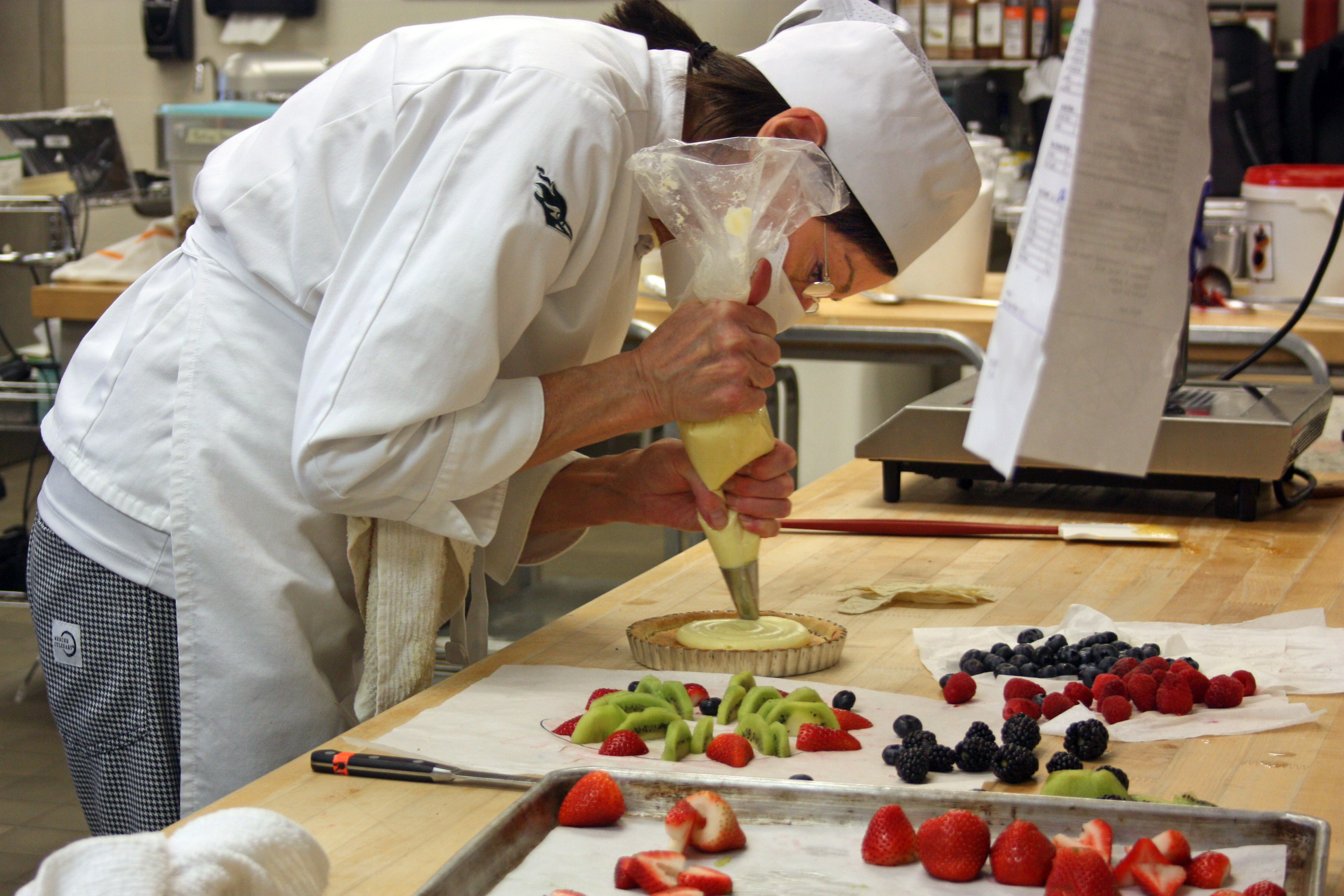
Chương trình Nghệ thuật Ẩm thực, Làm bánh và Bánh ngọt tại Trung tâm Ẩm thực và Khách sạn của Cao đẳng DuPage.
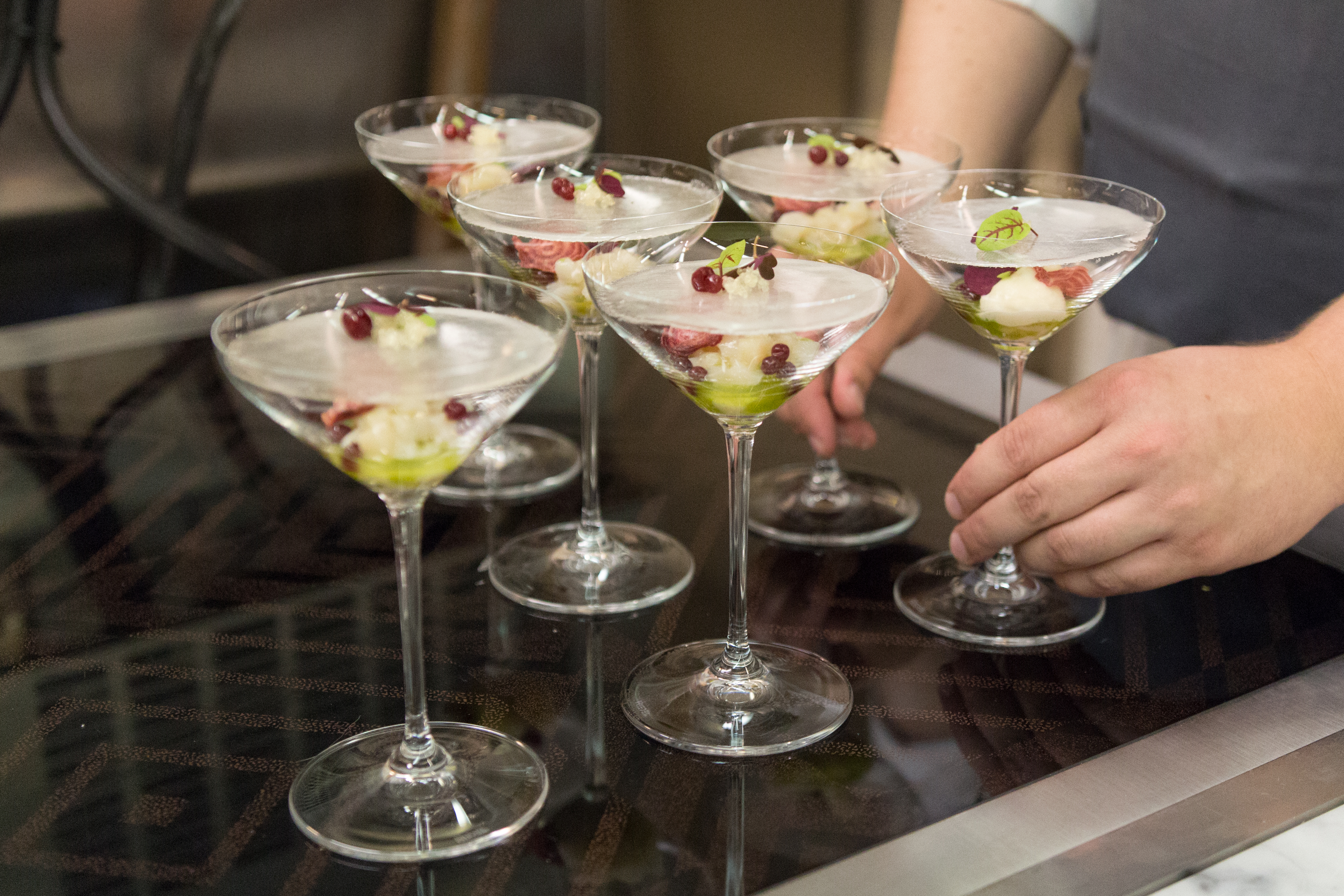
Sinh viên tại Trường Nghệ thuật Ẩm thực và Nhà hàng của Đại học Umeå của Thụy Điển chế biến và phục vụ bữa tối tám món.